# توماس رايلي
توماس رايلي (بالإنجليزية: Thomas Reilly)‏ هو محامي أمريكي، ولد في 14 فبراير 1942 في سبرينغفيلد في الولايات المتحدة.